# Буи (Аризона)
Буи (енгл. Bowie) насељено је место без административног статуса у америчкој савезној држави Аризона.

## Демографија
По попису из 2010. године број становника је 449.
| Група             | 2000.    | 2010.       |
| Белци             | 0 (0,0%) | 239 (53,2%) |
| Афроамериканци    | 0 (0,0%) | 1 (0,2%)    |
| Азијати           | 0 (0,0%) | 1 (0,2%)    |
| Хиспаноамериканци | 0 (0,0%) | 197 (43,9%) |
| Укупно            | 0        | 449         |